# Hruszka (obwód winnicki)
Hruszka (ukr. Грушка; pol. hist. Gruszka) – wieś na Ukrainie, w obwodzie winnickim, w rejonie mohylowskim. W 2001 roku liczyła 458 mieszkańców.
Wieś została założona w 1534 roku.
W miejscowości znajdował się dwór wybudowany w stylu klasycystycznym, centralnie parterowy, w skrzydłach piętrowy. Budynki skrzydłowe kryte były dachem czterospadowym. Od frontu miał portyk z czterema kolumnami podtrzymującymi trójkątny fronton.